# Pereskia
Pereskia je rod kaktusů tvořící olistěné keře nebo stromy s výraznými trny. Jsou to evolučně nejstarší kaktusy. Rod Pereskia je jediný rod celé podčeledi Pereskioideae

## Taxonomie
Poprvé rostlinu popsal a pojmenoval v roce 1703 Charles Plumier podle francouzského botanika Peirescia (1580–1637). Plumier používal binomické jméno ještě před Linnéem. Carl Linné všechny kaktusy zařadil do jediného rodu Cactus, znal dva druhy pereskií jako Cactus pereskia a Cactus portulacifolius. Už jeho současník Philip Miller r. 1754 vyhradil rod Cactus pro kulovité kaktusy, ustanovil rody Opuntia pro kaktusy se stonkem z článků, Cereus pro sloupovité druhy a obnovil jméno rodu Pereskia pro keřovité kaktusy s listy. Karl Schumann ustanovil samostatnou podčeleď Pereskioideae. Pro některé druhy vznikl rod Rhodocactus. Dnes není uznáván a Pereskia je jediný rod v podčeledi. Dalšími synonymy jsou orthografické varianty jako Peireskia, Pereiskia, Peirescia.
Český, málo používaný název je listnaté kaktusy. Podobný termín listové kaktusy označuje často pěstované Epiphylum (synonymum Phyllocactus, v překladu listový kaktus), které listy nemají, ale jejich stonek je listovitě zploštěn. Název Pereiskopsis označuje rod opunciovitých rostlin s tenkým stonkem a listy s vnějším vzhledem připomínající pereskie.
Pereskie se dělí na dva klady, vývojově starší Klad A a pokročilejší Klad B, z jehož předků se vyvinuly všechny další kaktusy.

### Klad A
Podle obvyklého výskytu se nazývá severní větev nebo severní druhy.
01. Pereskia aureiflora Ritter, 1979
02. Pereskia bleo (Kunth) De Candolle, 1828
03. Pereskia guamacho F.A.C.Weber, 1898
04. Pereskia lychnidiflora De Candolle, 1828
05. Pereskia marcanoi Areces Mallea, 1992
06. Pereskia portulacifolia (Linnaeus) De Candolle, 1828
07. Pereskia quisqueyana Liog, 1980
08. Pereskia zinniiflora De Candolle, 1828

### Klad B
Podle obvyklého výskytu se nazývá jižní větev.
09. Pereskia aculeata P.Miller, 1768
+ Pereskia aculeata "Godseffiana" (hort.) – kultivar
+ Pereskia aculeata var. rubescens
10. Pereskia bahiensis Gürke, 1908
11. Pereskia diaz-romeroana Cárdenas, 1950
12. Pereskia grandifolia Haworth, 1821
+ Pereskia grandifolia subsp. violacea (Leuenberger) N. P. Taylor &Zappi 1997
13. Pereskia horrida De Candolle, 1828
+ Pereskia horrida subsp. rauhii (Backeberg) Ostolaza 1998.
14. Pereskia nemorosa Rojas, 1897
15. Pereskia sacharosa Grisebach, 1879
16. Pereskia stenantha Ritter, 1979
17. Pereskia weberiana K.Schumann, 1898

### Synonyma
Pereskia colombiana = Pereskia guamacho
Pereskia corrugata = Pereskia bleo
Pereskia cubensis = Pereskia zinniiflora
Pereskia godseffiana = Pereskia aculeata
Pereskia humboldtii = Pereskia horrida
Pereskia philippi = Maihuenia poeppigii
Pereskia subulata = Austrocylindropuntia subulata
Pereskia vargasii = Pereskia horrida
Pereskia zehntneri = Quiabentia zehntneri
Pereskia zinniaefolia = Pereskia ziniiflora

## Výskyt

### Klad A – severní větev
Severní větev obývá tropické vlhčí i mírně sušší lesy nížin s přesahem do pahorků až do 1000 m n. m. Areál začíná při pacifickém pobřeží Mexika od střední části (přibližně v úrovni Cuidad de México), pokračuje dál na jihu ve středoamerických státech, na severním pobřeží Jižní Ameriky a dále ostrovy v Karibiku.
Pereskia lychnidiflora Obývá dlouhý pacifický pobřežní pás od středu Mexika až po Kostariku v nížinných suchých lesích, od pobřeží vystupuje až do 1000 m n. m.
Pereskia bleo Roste v Panamě až Kolumbii v druhotných lesích podél říčních toků až do 500 m n. m.
Pereskia guamacho Roste v sušších oblastech Kolumbie a Venezuely až do výše 800 m n. m. Je udávána i z Holandských Antil.
Další čtyři druhy jsou ostrovní. Zajímavé je, že se u nich vyvinula jednopohlavnost květů.
Pereskia marcanoi Polosuché lesy Hispanioly do 500 m n. m.
Pereskia portulacifolia Hispaniola (Dominikánská rep., Haiti).
Pereskia quisqueyana Endemický druh z jediné lokality na pobřeží v úrovni moře na jihovýchodě Dominikánské republiky.
Pereskia zinniiflora Obývá nížiny jižní a jihovýchodní Kuby.
Pereskia aureiflora Jediný druh kladu A – severní větve, který se vyskytuje ve východní Brazílii v areálu jižních druhů. Roste endemicky na malém areálu v oblasti vegetace caatinga[zdroj?], ve výškách 300 až 700 m n. m.

### Klad B – jižní větev
Jižní větev je již lépe přizpůsobená sušším lesním formacím, kromě nížin vystupuje více do horských suchých lesních údolí. V jihovýchodní Brazílii jsou to v rostlinné formace caatinga v Minas Cerrais a Bahía až do 900 m n. m., dále oblast nížinných savan na rozmezí Severní Argentiny, Uruguaye a Paraguaye, plošina Gran Chaco a také horské suché lesy v údolích centrální Bolívie a Peru až do 2500 m n. m.
V nížinných oblastech Brazílie ve vegetační formaci caatinga[zdroj?] rostou:
Pereskia bahiensis Bahía, 400 až 900 m n. m.
Pereskia stenantha Jižní a střední Bahía, 400 až 600 m n. m.
Pereskia grandifolia Jižní Brazílie. Zplaněle roste i jinde, kam unikl z kultury. Poddruh violacea roste na hranici lesů se savanou až do 1400 m n. m.
Pereskia nemorosa Obývá suché lesy a buše nížinné oblasti na rozmezí severovýchodní Argentiny, jižní Brazílie, Paraguaye a Uruguaye.
Pereskia sacharosa Má široký areál výskytu, planinu Gran Chaco včetně Matto Grosso (Argentina, Brazílie, Paraguay) od 1000 m n. m. a bolivijské Andy až do výšky 2500 m n. m.
Pereskia diaz-romeroana Obývá suchá horská údolí střední Bolívie ve výškách 1300 až 2000 m n. m.
Pereskia weberiana Obývá suché lesy a křoviny v bolivijském horském údolí Río Beni ve výškách 1100 až 1900 m n. m.
Pereskia horrida Obývá suché lesy a křoviny v peruánském horském údolí Maraňón ve výškách 500 až 2100 m n. m.
Pereskia aculeata Druh je původní na rozsáhlém areálu v nížinném pásmu od jižní Brazílie až po Kolumbii, Venezuelu a ostrovy Karibiku. Zde roste v nížinách až pahorcích do výše 1000 m n. m. Zplaněle roste na jihu USA, v Mexiku, porůznu ve střední Americe, ale i v Jižní Africe, Indii i jinde v tropech, kam unikl z kultury.

## Popis
Pereskie vytváří keře nebo stromy obvykle vysoké 2 až 6 m, vzácně až 10 m. Většina druhů vytváří křovinné i stromové formy. Pereskia aculeata je popínavá. Hlavní stonek je ztlustlý, mírně sukulentní. Nemá povrch členěn do žeber nebo mamil. Koncové větvičky jsou tenké, někdy jsou mezi jednotlivými listy střídavě „cik-cak“ lomené. Listy jsou celokrajné, vejčité až obvejčité, krátce řapíkaté, někdy přisedlé. Jsou 2 až 25 cm dlouhé. Vyrůstají z větví a někdy i kmene po jednom, vzácně po dvou. Areoly jsou umístěny na stonku v úžlabí listů. Nesou vlnu. Trny jsou obvyklé černé, někdy hnědé, přímé, odstávající, různě početné. Na mladých větévkách vznikají primární trny, jsou kratší, v malém počtu, mnohdy 1–2. Na starších větvích a kmeni dorůstají další sekundární trny, může jich být 10 až 80 (až 120 u Pereskia quisqueyana) v areole a dosáhnout až 12 cm délky. Květy mají spirálovou stavbu typickou pro celou čeleď. Mají však široké okvětní lístky. Většinou jsou růžové až fialové, mnohdy s bílým středem, podobné květům růže šípkové. Několik druhů kvete žlutě až oranžovočerveně. Početné žluté prašníky tvoří shluk ve středu květu. Květy jsou 1,5 až 8 cm široké. Vyrůstají samostatně nebo v pravých květenstvích na konci větví. Plody jsou šťavnaté bobule, kulaté, vejčité, hruškovité. Většinou jsou 2 až 5, max. 10 cm dlouhé. Zralé jsou zelené, žluté, oranžové, ale i červenavé až hnědavé. Tři druhy mají plody odlišné, velmi malé okolo 1 cm, kulaté, leskle černé. Mohou nést trny nebo drobné lístečky. Semena jsou černá, vejčitě oválná až zašpičatělá, s větším hilem pod užším koncem, velká 2 až 7 mm. Testa je kožovitá. Kořeny jsou ztlustlé až řepovité.
Druhy kladu A severní větve brzy tvoří na kmeni borku a na jejich stoncích nejsou ještě vyvinuty pro kaktusy specifické průduchy. Druhy kladu B jižní větve mají již na svých stoncích vyvinuty specifické průduchy a stonky zůstávají zelené, schopné asimilace. Je to již vyšší stadium přechodu ke stonkové sukulenci. Zatímco v listech probíhá běžná fotosyntéza a Calvinův cyklus, v sukulentních stoncích je již rozvinut CAM cyklus charakteristický pro sukulenty.

## Druhy

### Klad A – severní větev
Pereskia aureiflora, (ora pro nobis de mata, fachno) Tvoří keře nebo stromky až 6 m vysoké. Květ je solitérní žlutý, 4 cm široký, plod červenozelený až hnědavý.
Pereskia bleo, (bleo, chupa, najú) Tvoří keře nebo stromky, až 8 m vysoké. Listy jsou velké, až 20 cm dlouhé. Má červenooranžové květy v malých květenstvích a zajímavé, 5 cm velké, žlutooranžové plody, které připomínají mírně otlačenou polovinu pomeranče. Domorodci věří, že podrcené listy pročistí vodu na pití.
Pereskia guamacho, (supí, siichí, guamacho, suspiro) Tvoří keře nebo stromky, 4 až 8 m vysoké. Žluté květy jsou 2–5 cm velké, po jednom až třech v květenství. Objevují se před listy na holých větvích. Plody jsou 2 cm velké, zelené a jedlé.
Pereskia lychnidiflora, (árbol de matrimonio, cruz de matrimonio, guititache) Nejvyšší stromový druh, až 10 m vysoký. Má světle žlutooranžové, solitérní, až 6 cm velké květy. V Guatemale byly až 12 cm dlouhé trny používány jako špendlíky.
Pereskia marcanoi Stromový druh 4–6 m vysoký. Květy jsou solitérní, 2–5 cm velké, světle růžovofialové. Jsou nedokonale jednopohlavní a rostliny jsou funkčně dvoudomé. Plody zploštěle kulovité, zelené, holé, až 5 cm široké.
Pereskia portulacifolia, (kamélia roja) Většinou stromovitě rostoucí druh, až 5 m vysoký. Má velmi drobné listy okolo 1, 5 cm. Světle růžové až purpurové květy jsou až 6 cm velké, solitérní. Jsou nedokonale jednopohlavní a rostliny jsou funkčně dvoudomé. Plody kožovité.
Pereskia quisqueyana Keřový, až 4 m vysoký druh. Může mít na kmeni až 120 asi 6 cm dlouhých trnů v jedné areole. Růžové květy jsou jednopohlavní. Plody a semena nejsou známa.
Pereskia zinniiflora, (abrojo, erizo) Stromový, až 8m vysoký druh. 4 cm velké květy jsou růžové až purpurové a jsou jednopohlavní.

### Klad B – jižní větev
Pereskia aculeata, (kamélia blanca, jasmin de uvas, růžový kaktus, surinamský angrešt, barbadoský angrešt) Poléhavý až plazivý druh. Stonky mohou dosáhnout až 10 m délky. Jedna forma má mladé listy na líci barvy starého zlata a zespodu karmínově červené, byla známa jako Pereskia godseffiana. Je to kultivar pocházející nejspíše z Austrálie (Queensland). 'Varieta rubescens má tmavě zelené listy s fialovou spodní stranou. Květy se vyvíjí v květenstvích až o 70 květech. Jsou asi 5 cm velké, smetanově bílé, někdy s růžovým nádechem ve středu nebo růžové. Plody jsou až 2,5 cm velké, oválné, žluté až oranžové. Jsou trnité, ale trny opadávají. Jsou jedlé. Nejznámější druh.
Pereskia bahiensis, (espiňa de Sant Antonio, quiabento) Tvoří keře nebo stromky, 1–6 m vysoké. Až 7 cm velké, růžovofialové, jednodenní květy tvoří malá květenství až o 12 květech.
Pereskia diaz-romeroana, (uturunku) Hezký, malý keřový druh 0,5–3 m vysoký s drobnými listy a jen 1až 2 cm velkými růžovými květy. Plody jsou drobné, kulaté, leskle černé, s chomáčkem bílých chlupů na vrcholu.
Pereskia grandifolia, (guamacho morado, ora pro nobis, quibento, sabonette, růžový kaktus, lesní růže) Tvoří až 5 m vysoké keře nebo stromy. Listy mohou být až 25 cm dlouhé. Květy se vyvíjí ve velkém počtu v hustých květenstvích o 10 až 30 květech na konci stonků. Jsou růžovofialové a mají bílý střed s množstvím žlutých prašníků. Připomínají květy růže šípkové a rostlině se říká lesní růže. Varieta violacea má květ fialový. Také plody jsou zajímavé, zpočátku vypadají jako malá hranatá hruška, na hranách jsou malé lístečky. Zralé jsou až 10 cm velké, hruškovité, zelené až žluté, a rostou ve svazcích.
Pereskia horrida Tvoří keře nebo stromky, 2–6 m vysoké. Kořeny jsou ztlustlé. Koncové větvičky jsou cik cak lomené. Má červenooranžové, vzácně bílé, drobné květy a velmi drobné, 0,5 cm velké, černé plody. Poddruh rauhii má květy vždy bílé.
Pereskia nemorosa, (amapola, tuna quisca) Tvoří keře nebo stromky 3 až 5 m vysoké. Květy jsou růžové až bílé, 7 cm velké, po 2–5 v květenství, plody zelenožluté.
Pereskia sacharosa, (cuguchi, gujapa) Tvoří keře nebo stromky 5 až 7 m vysoké. Vedlejší větvičky jsou cik-cak lomené. Květy solitérní nebo až po 4, růžové, 3–7 cm velké. Plody zelené až nažloutlé.
Pereskia stenantha, (espiňa de Sant Antonio, quiabento) Tvoří keře nebo stromky 2 až 4 m vysoké. Drobné, 1–2 cm malé, červenorůžové květy v hustém květenství jsou polouzavřené, plod je až 7 cm velký, zelený až nažloutlý.
Pereskia weberiana, (cervetanto, uturunku) Drobný keřový druh do 3 m výšky. Květy 1–2,5 cm velké, bílé nebo růžové, případně měnící barvu během vývoje. Drobný, jen 0,5 cm velký kulatý plod je leskle černý.

## Využití
Pereskie jsou poměrně široce využívané. Bývají vysazovány uměle u lidských sídel již od historických dob, zejména P. aculeata a P. grandifolia . P. aculeata poskytuje ovoce známé jako surinamský angrešt a má bohatá květenství. P. grandifolia je vysazována pro své květy připomínající květy růže šípkové a říká se ji lesní růže. Další druhy jsou sázeny do trnitých živých plotů. Domorodci sbírají drobné jedlé plody dalšího druhu P. guamacho. Také věří, že podrcené listy P. bleo pročistí vodu na pití. V Guatemale byly až 12 cm dlouhé trny P. lychnidiflora používány jako špendlíky.
P. aculeata zplaněla v Jižní Africe, kde dělá značné škody na lesních porostech v provincii KwaZulu-Natal. Popínavá pereskie vytváří velké neproniknutelné shluky zakotvené v korunách stromů a dusí původní porost. K omezení biologickou kontrolou byl dovezen brouk  Phenrica guerini[zdroj?] a můra  Epipagis cambogiali[zdroj?], jejíž housenky minují v listech pereskií.
P. aculeata a některé další byly dříve používány jako podnože pro roubování vánočních a velikonočních kaktusů, které na nich vytvářely velké, bohatě kvetoucí trsy na vysokém stonku. Dnes se již tyto kaktusové „stromečky“ neprodukují. Jako listem ozdobné rostliny byly a občas jsou pěstovány pestrolisté formy tohoto druhu.

## Galerie

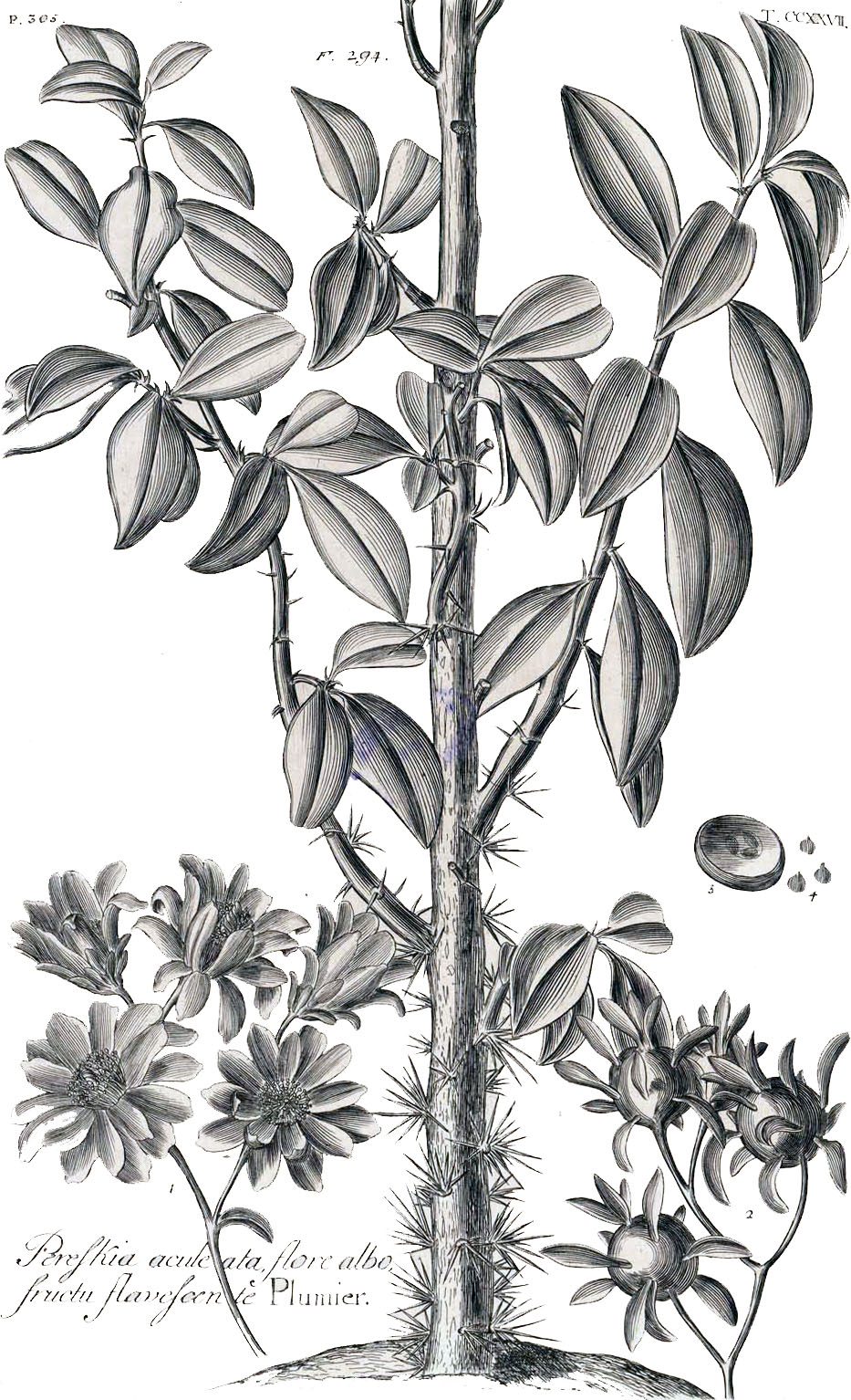
Pereskia aculeata Kresba v knize Hortus Elthamensis, l. p. 1732
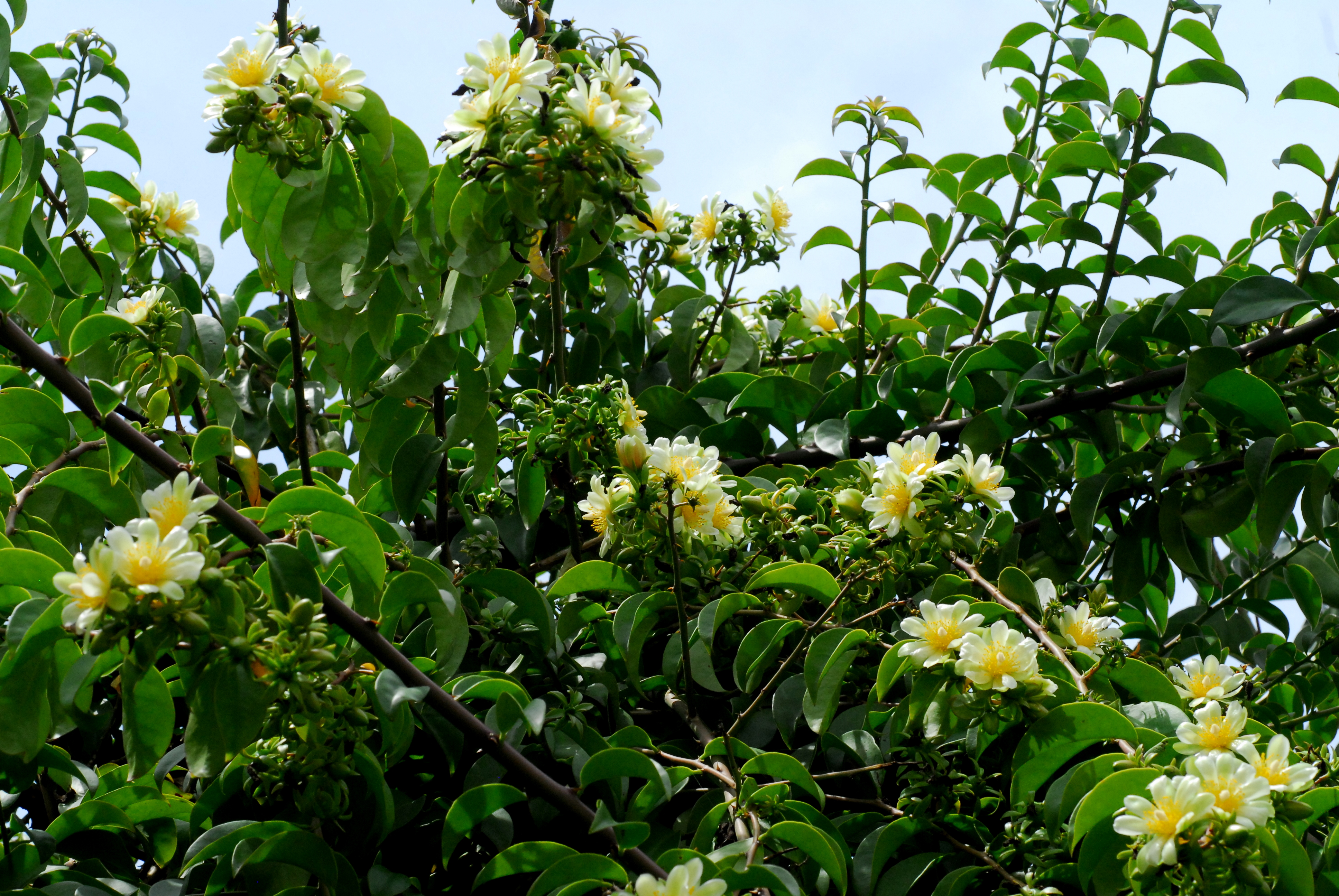
Kvetouci keř Pereskia aculeata.
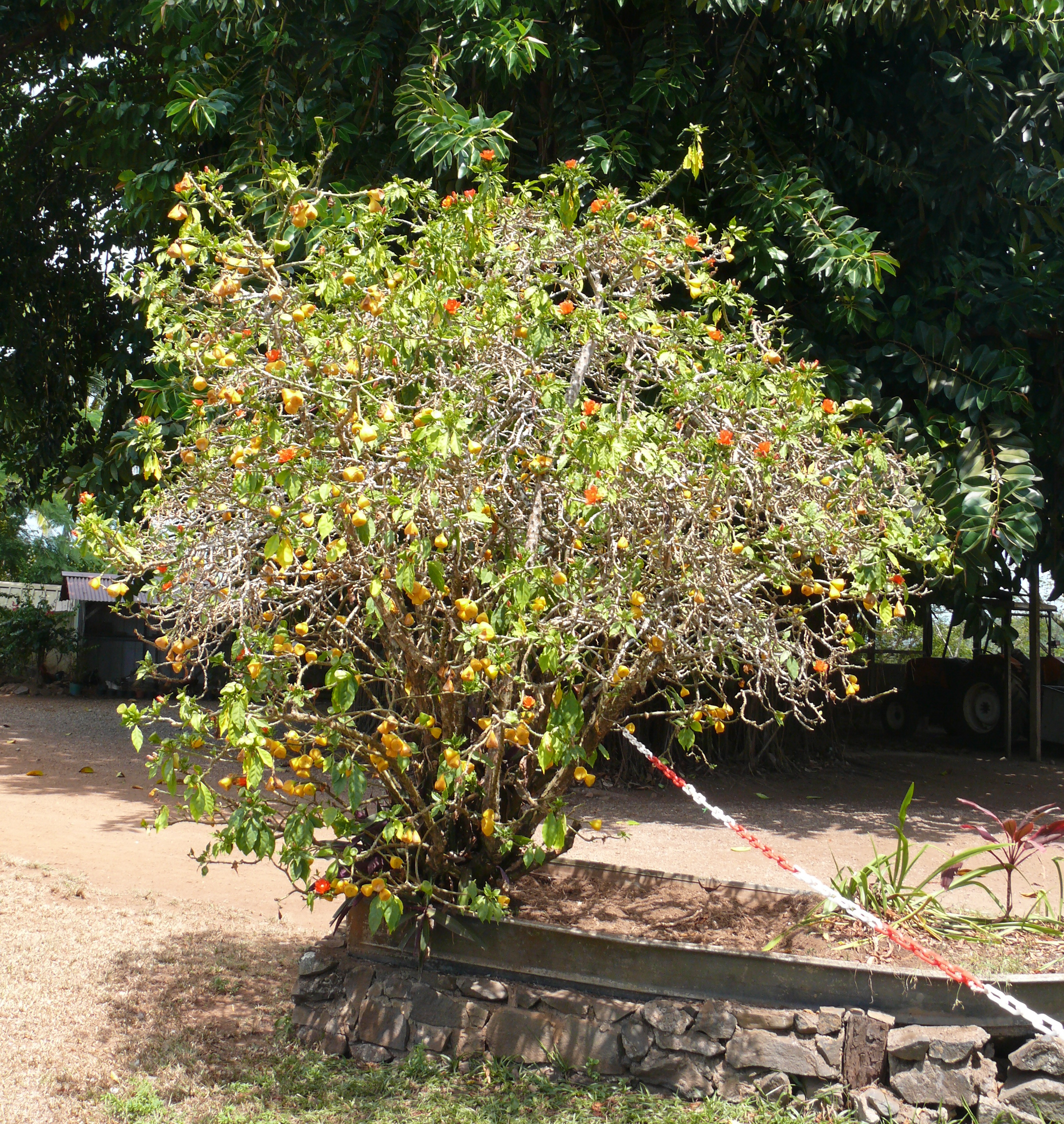
Keř Pereskia bleo s květy i plody.
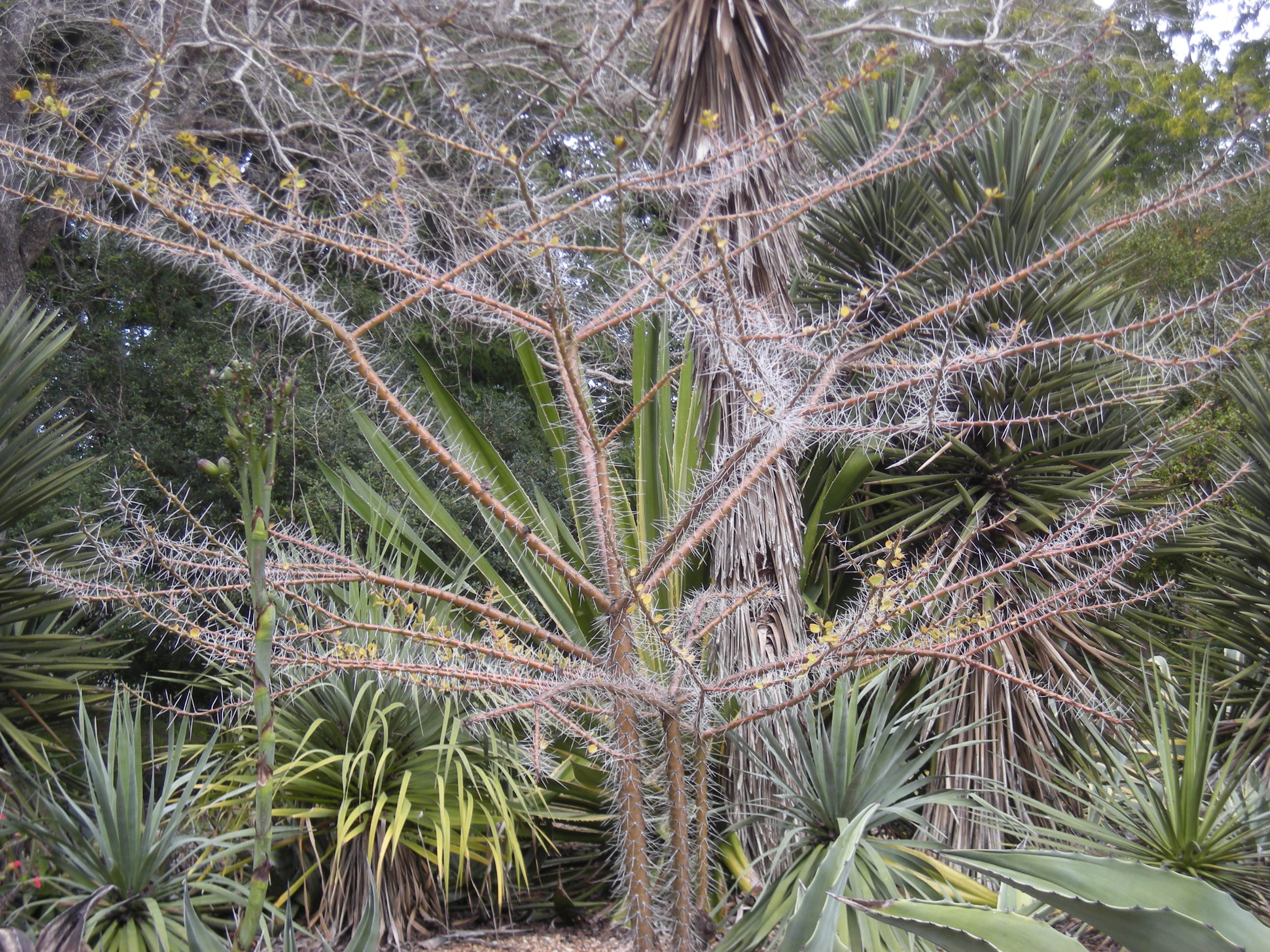
Keřovitý růst Pereskia lychnidiflora.
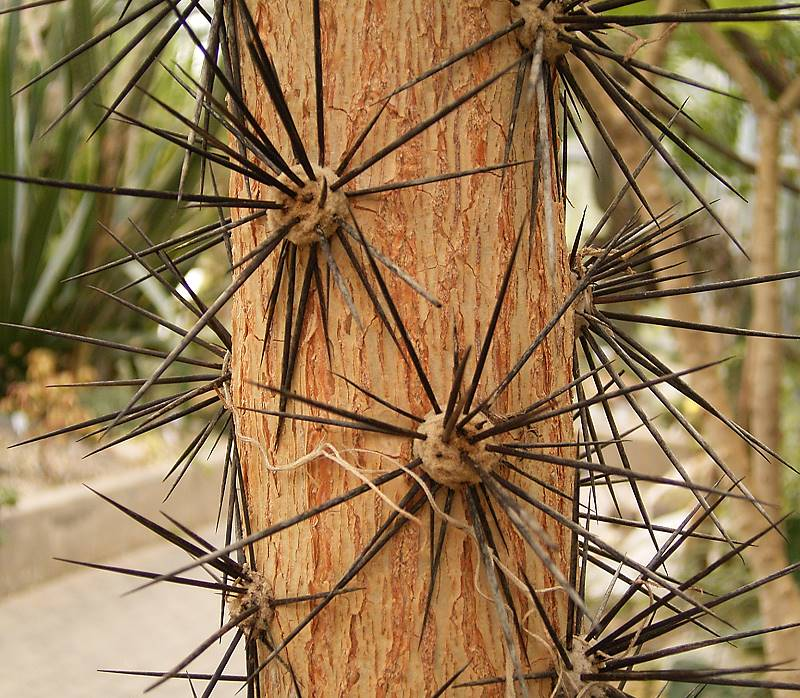
Shluk trnů na stonku Pereskia grandifolia.
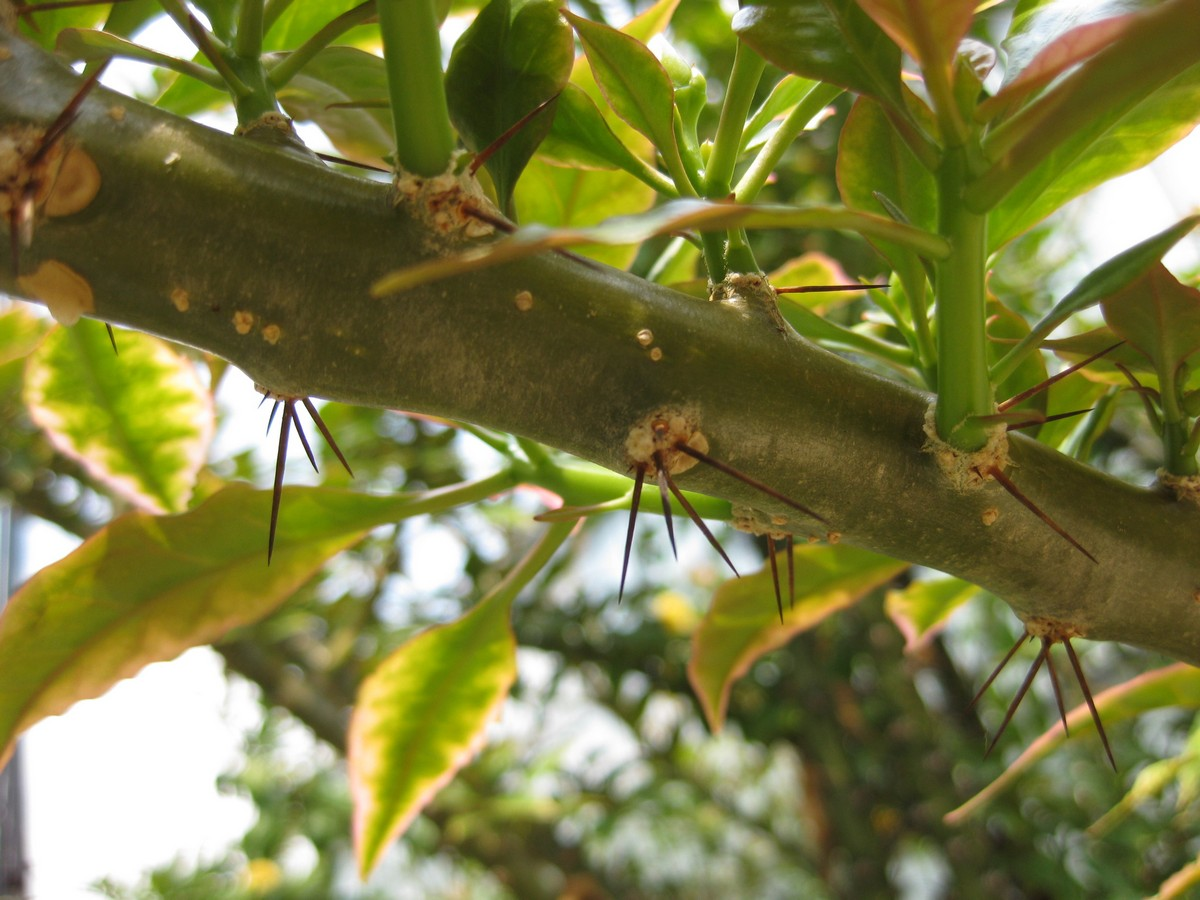
Vedlejší větev Pereskia bleo.
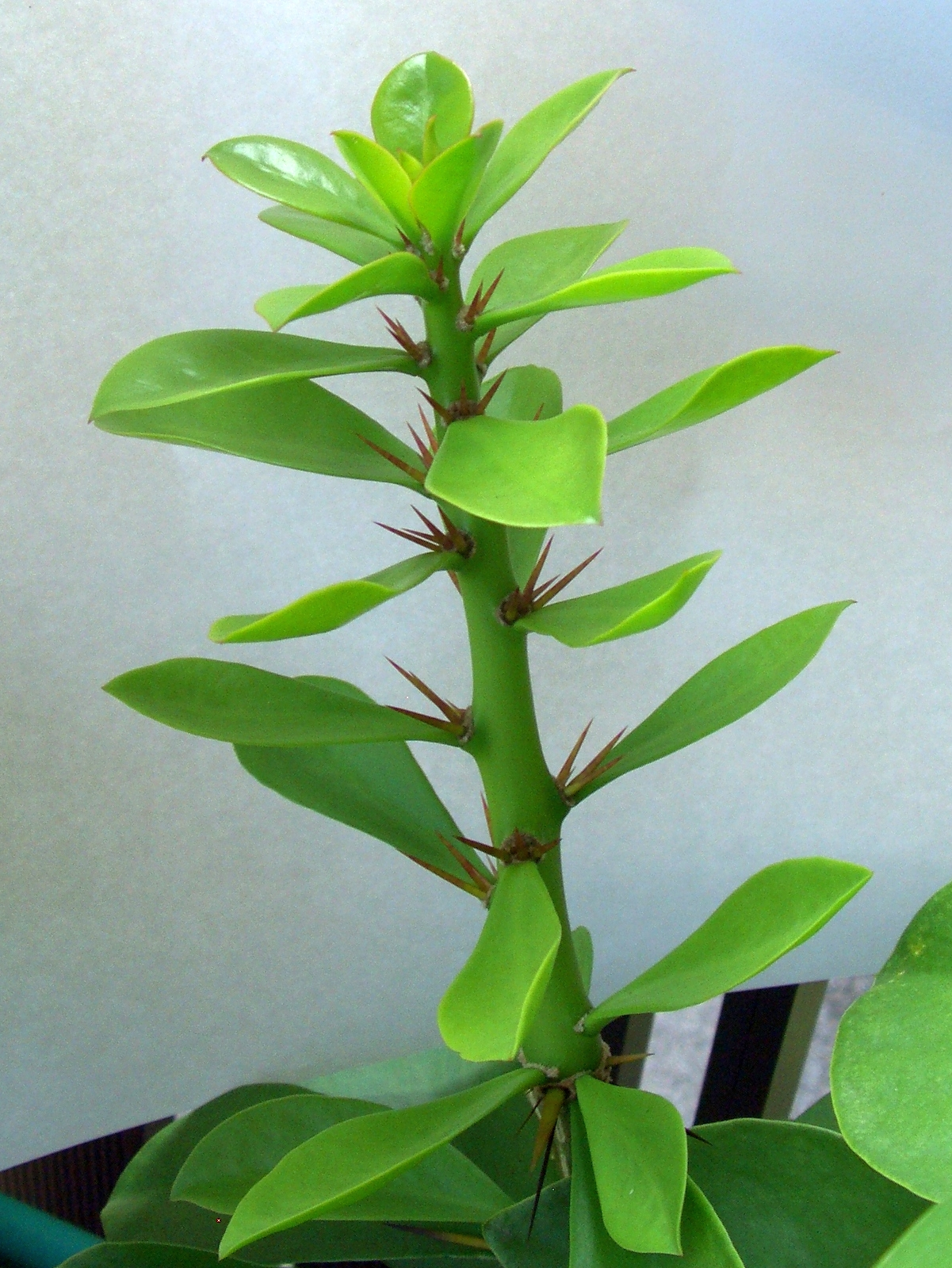
Mladá větev s primárními trny Pereskia sacharosa.
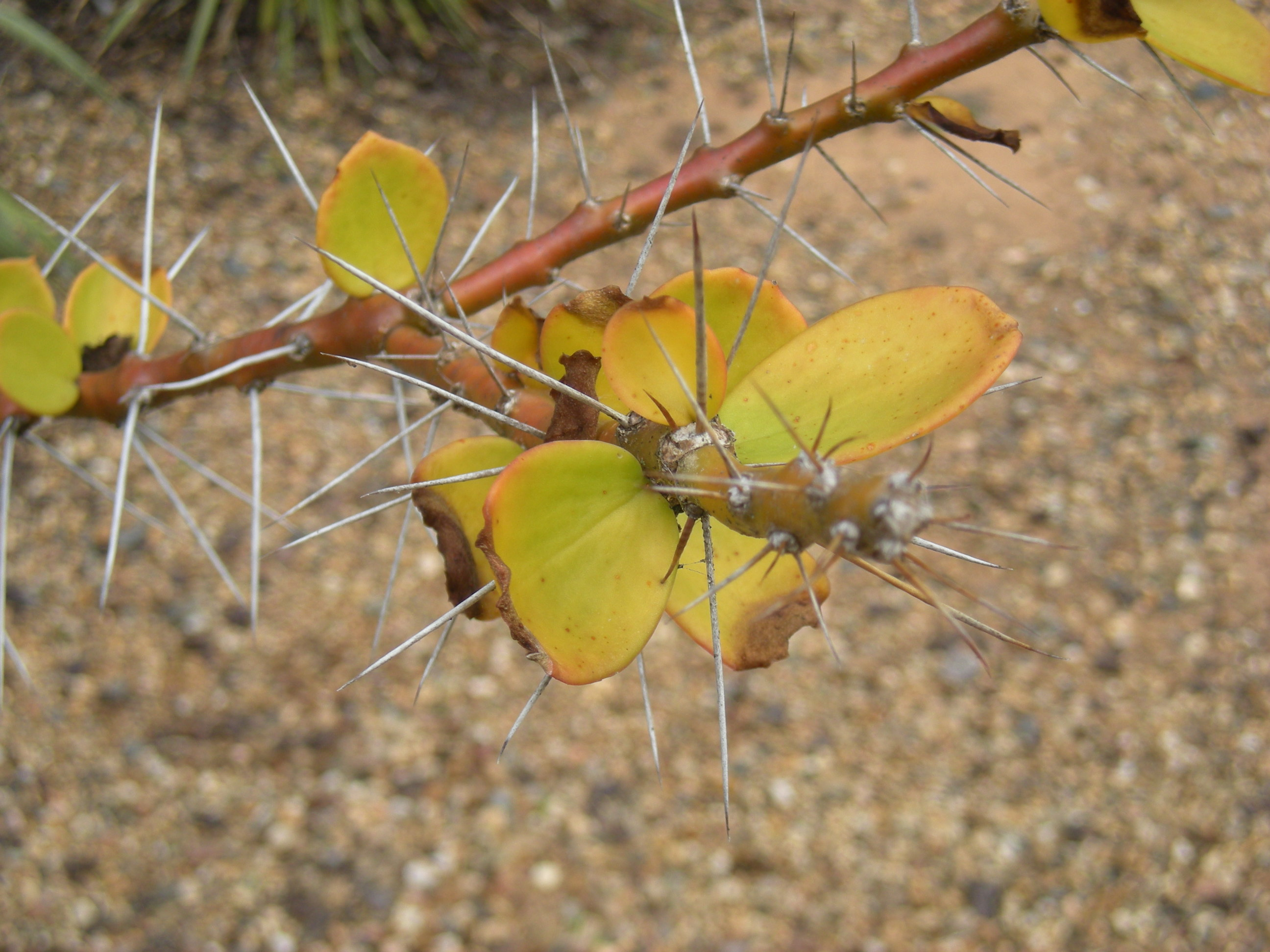
Koncová větvička Pereskia lychnidiflora
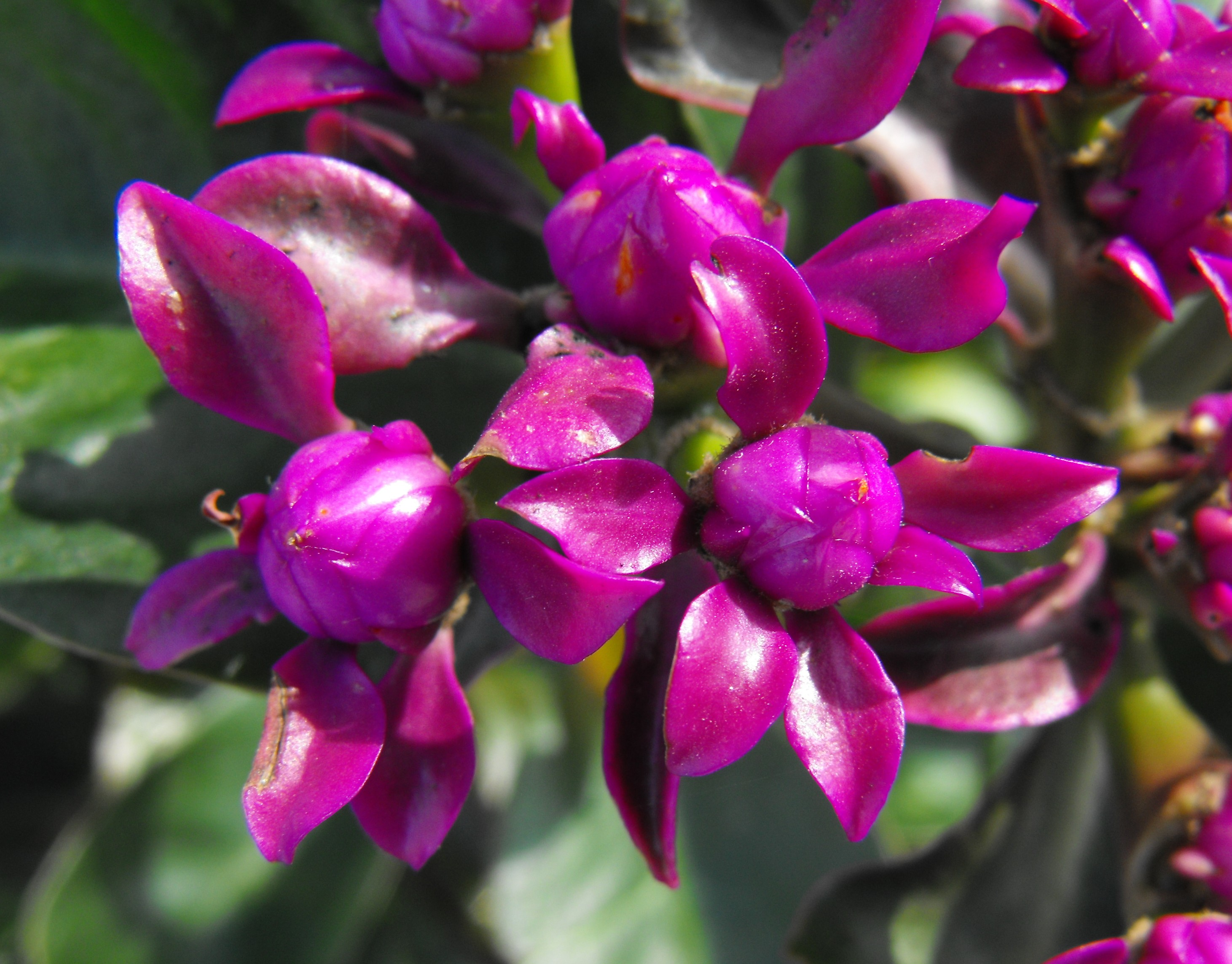
Poupata budoucího květenství Pereskia grandifolia subsp. violacea. Je vidět protogynie.
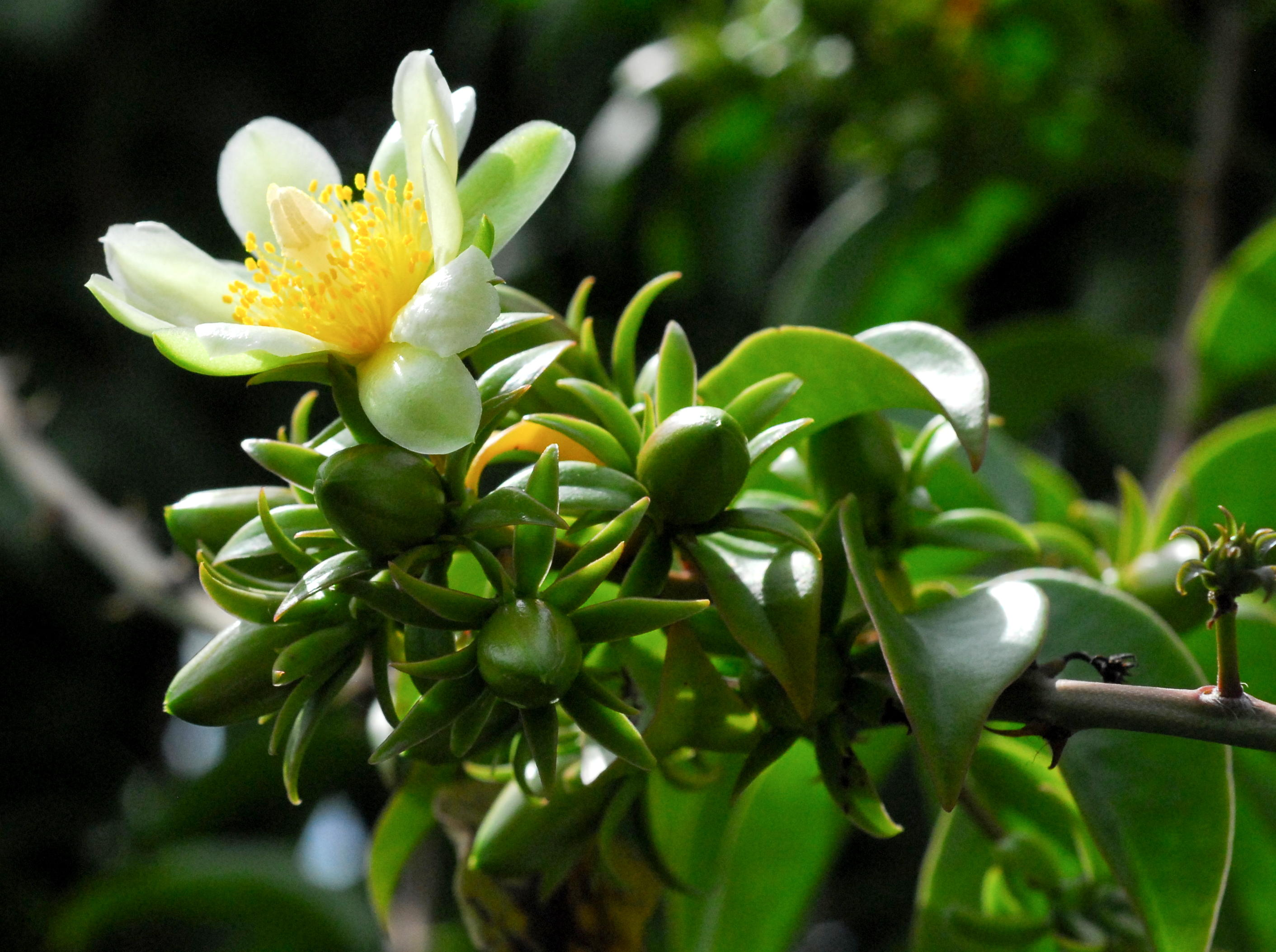
Poupata a mladý květ Pereskia aculeata.
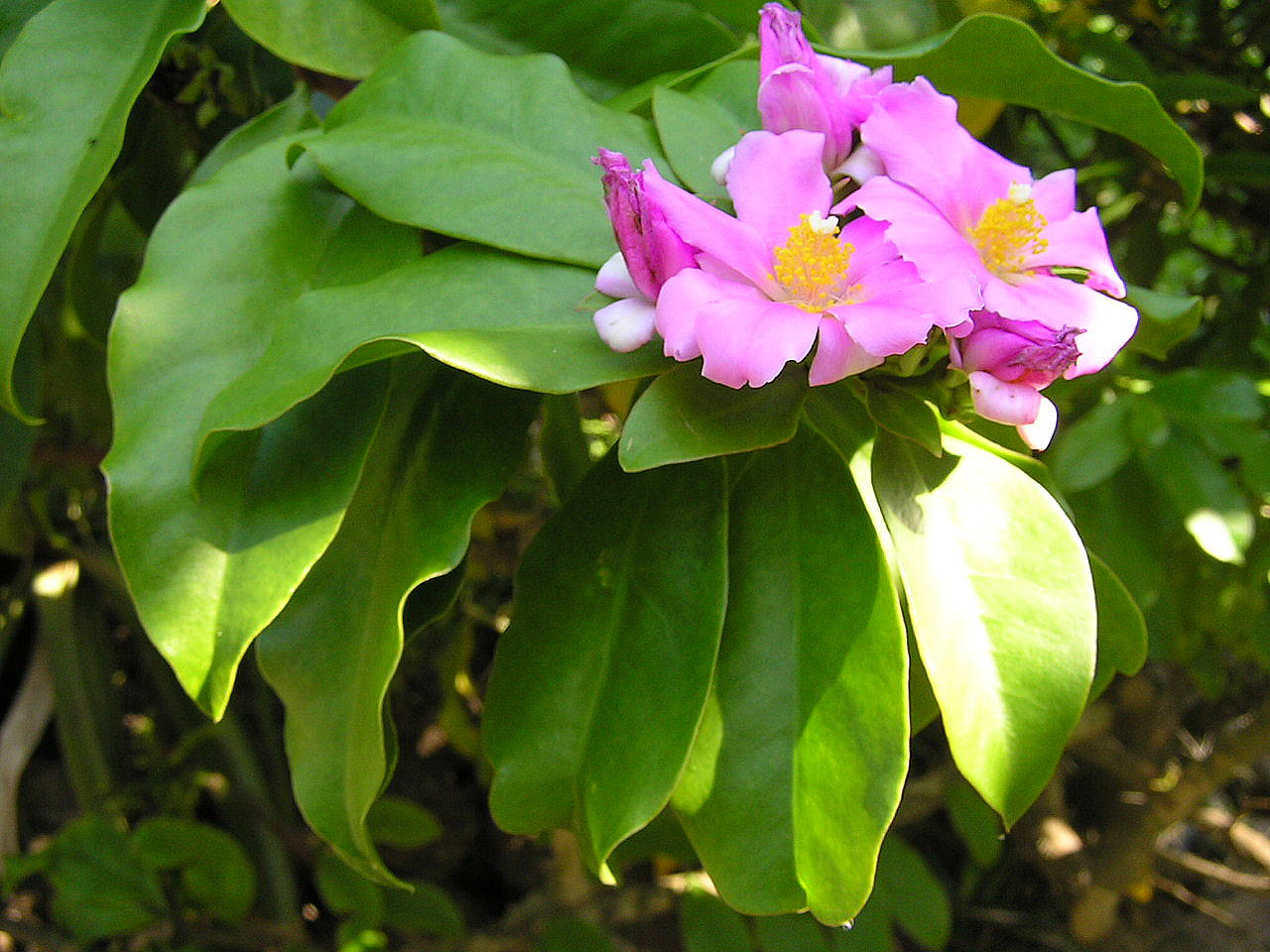
Typické růžovité květy Pereskia grandifolia
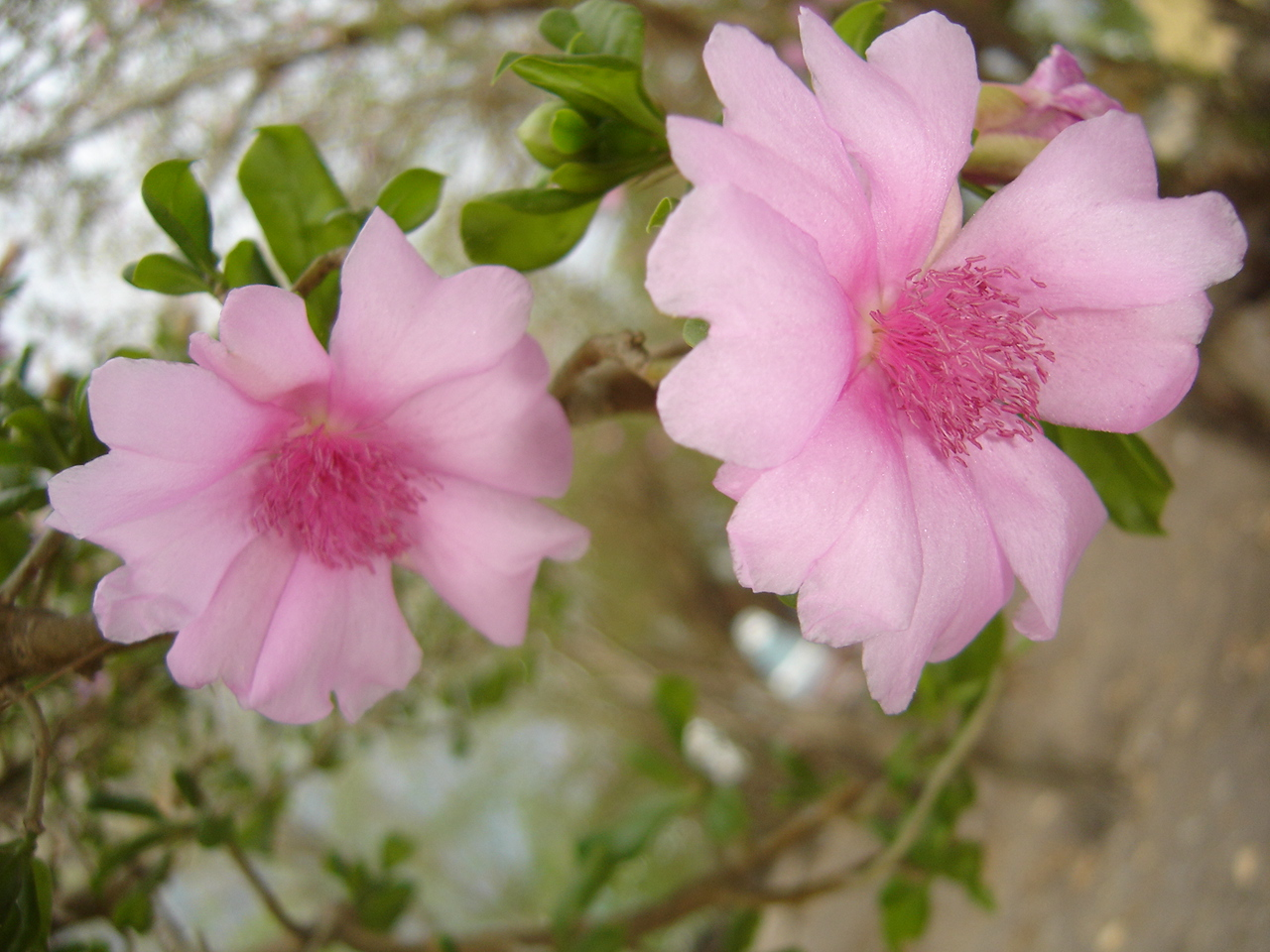
Růžové květy Pereskia quisqueyana.
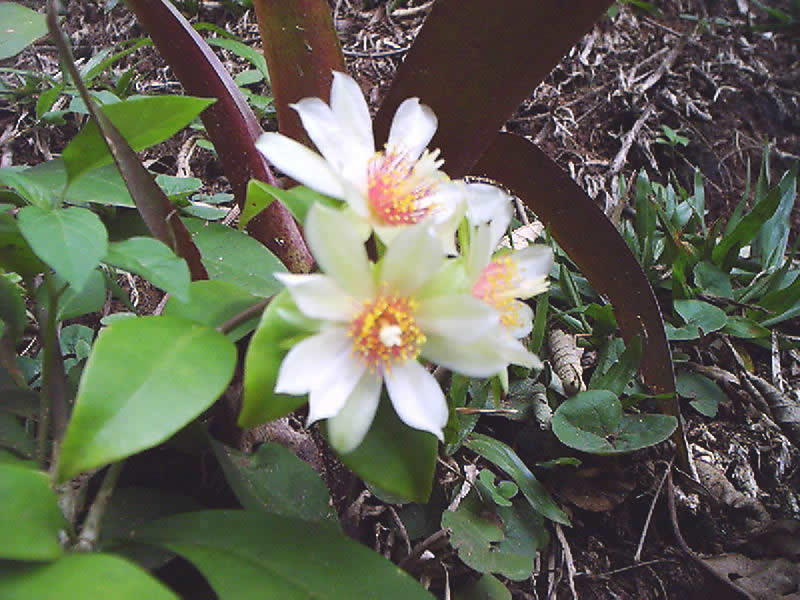
Bílé květy Pereskia aculeata.
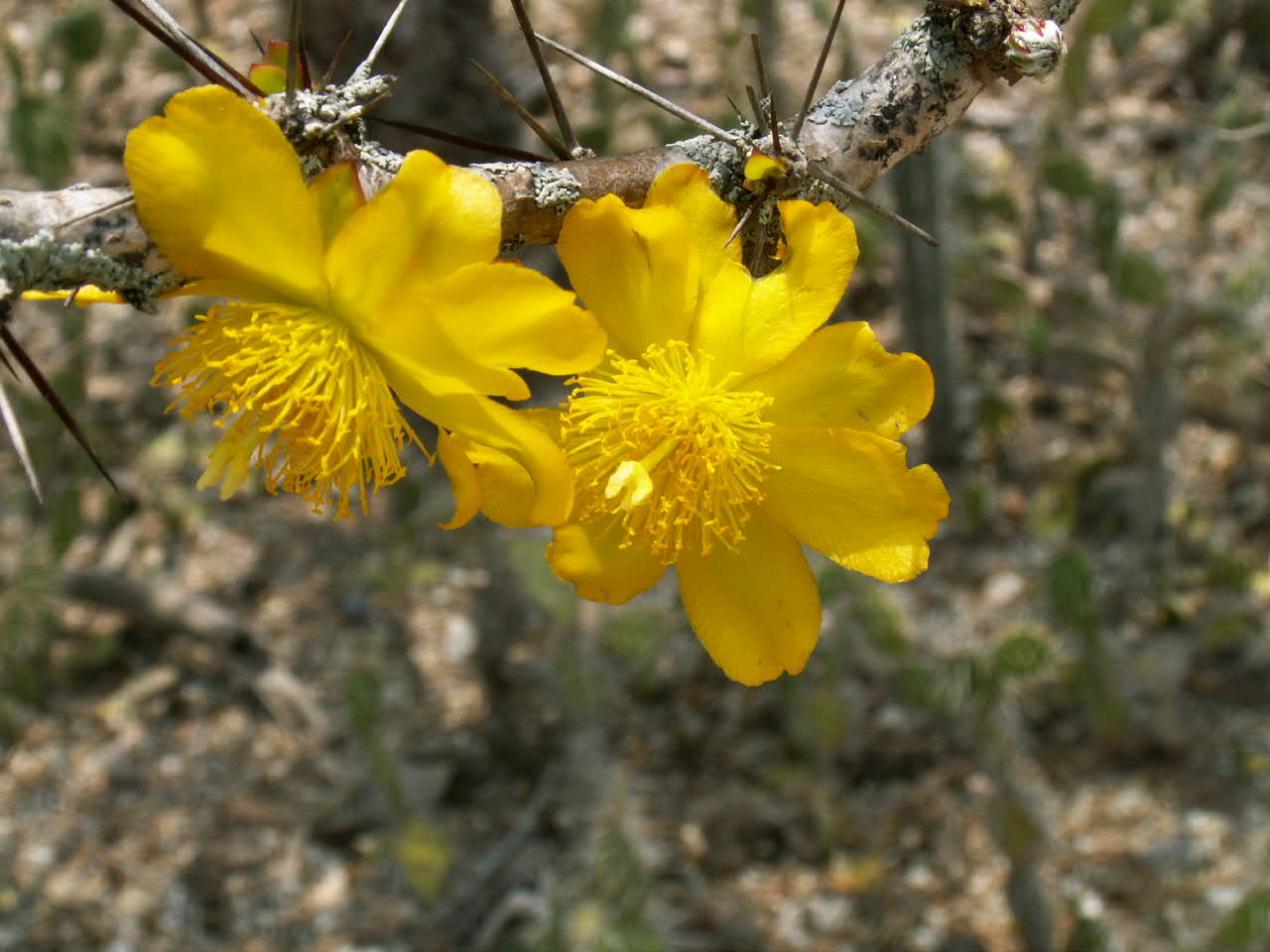
Žlutokvětá Pereskia guamacho.
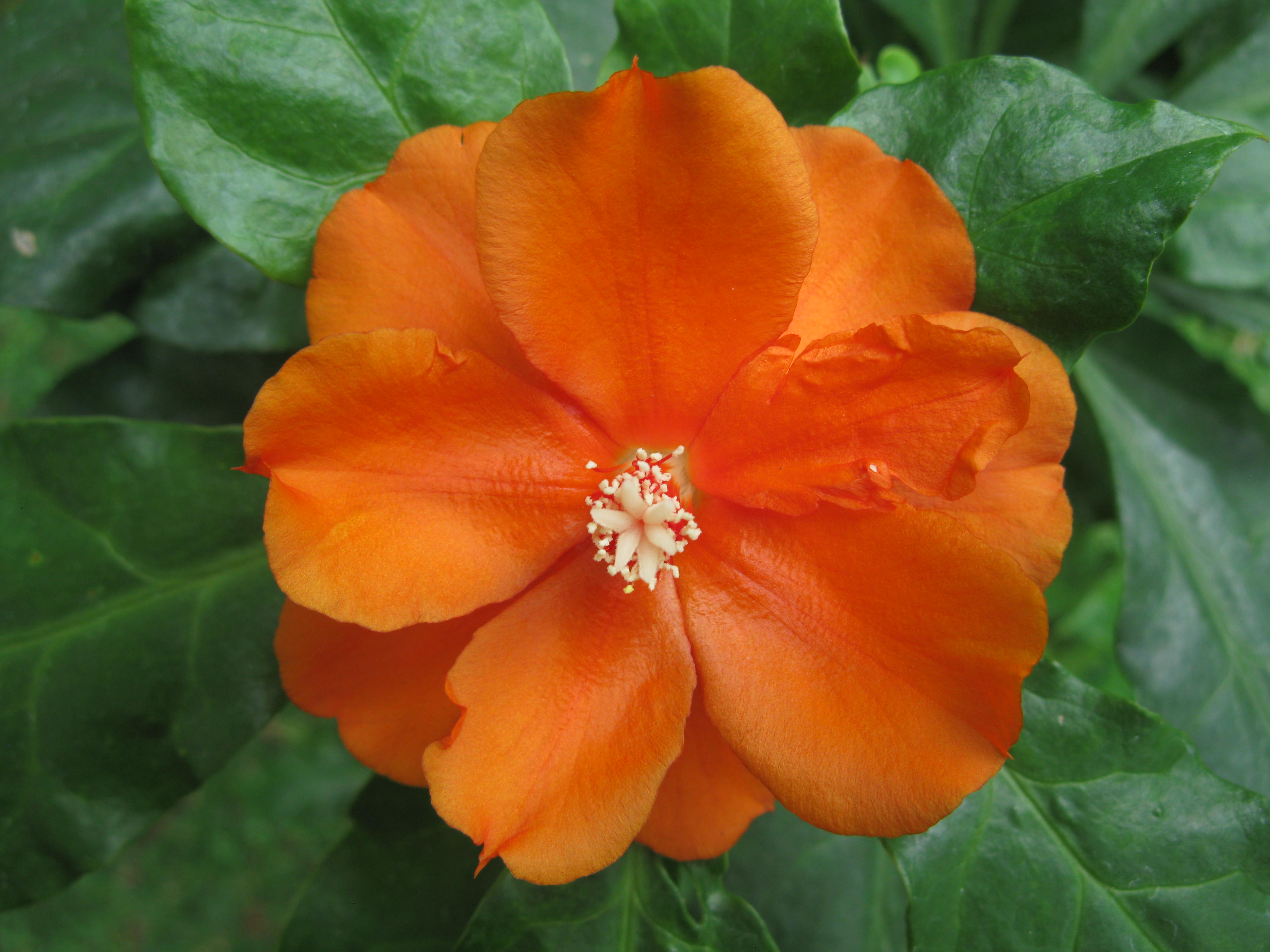
Oranžové květy Pereskia bleo
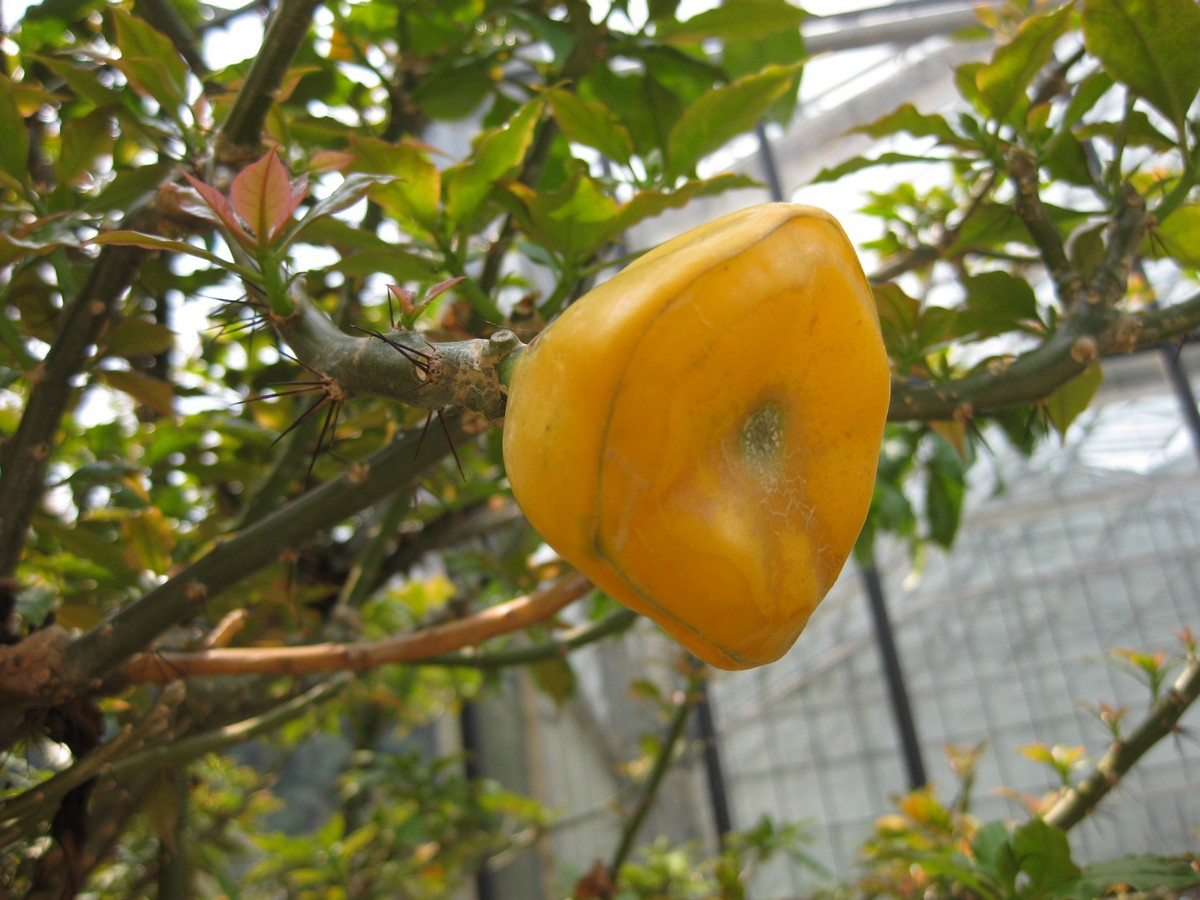
Plody Pereskia bleo připomínají pomeranč.
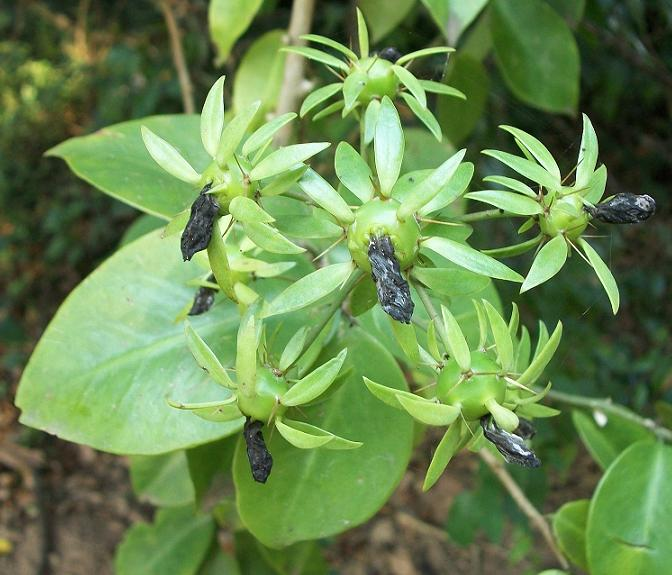
Mladé plody Pereskia aculeata s trny.
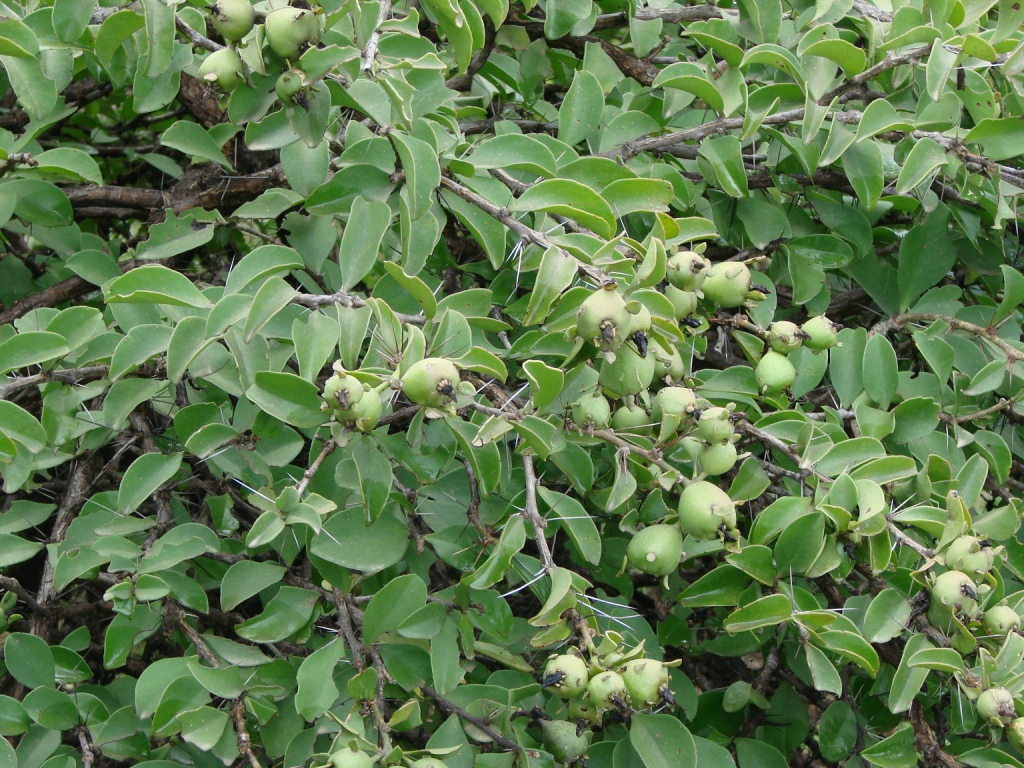
Zralé jedlé plody Pereskia aculeata mají opadané trny.
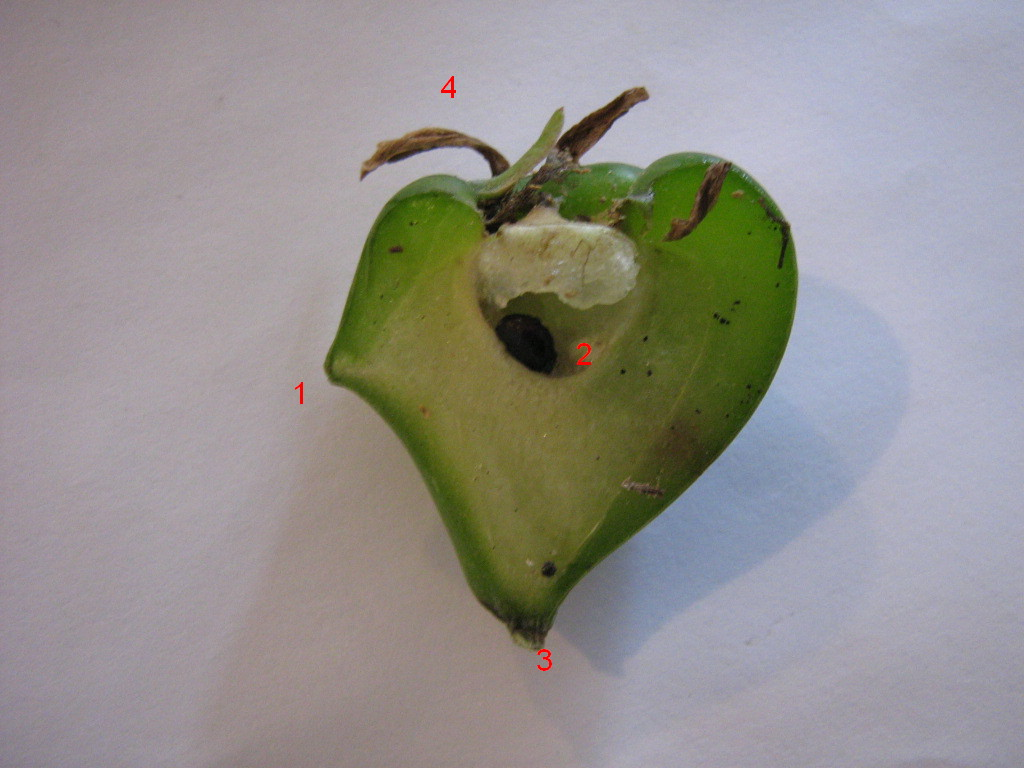
Řez plodem pereskie.